# Scaphytopius abutus
Scaphytopius abutus är en insektsart som beskrevs av Delong 1980. Scaphytopius abutus ingår i släktet Scaphytopius och familjen dvärgstritar. Inga underarter finns listade i Catalogue of Life.